# Nevroticizem
Nevroticizem (tudi čustvena nestabilnost) je druga temeljna dimenzija osebnosti, ki je prisotna pri vseh pomembnih modelih osebnostne strukture in je nedvomno univerzalna. Njena tesna povezanost z negativnim afektom je trdno dokazana, to je tudi osnovno vsebinsko obeležje dimenzije. Visok nevroticizem je osebnostna podlaga mnogim psihičnim motnjam, zlasti čustvenim (nevrotskim) motnjam. (McCrae in Costa, 2003, v ) Anksioznost in depresivnost sta pomembni sestavini nevroticizma, poleg tega so še tu nagnjenost k obsesivnosti in kompulzivnosti, odvisnosti in hipohondričnosti. Nevroticizem je torej temeljna dimenzija osebnosti, ki je najtesneje povezana s psihičnim blagostanjem, zadovoljstvom s seboj in s psihičnim zdravjem (v obratni smeri). Zaradi različnih negativnih povezav, se nevroticizem šteje za izjemno negativno lastnost, a Watson in Casillas (2003)  opozarjata, da obstajajo tudi pozitivni vidiki nevroticizma. Negativne emocije, ki so povezane z nevroticizmom, so se razvile z namenom, da bi zaščitile organizem pred različnimi grožnjami. Občutek strahu in panike motivirajo organizem, da zbeži iz ogrožajoče situacije. Kljub temu, da gre za neprijetna občutja, so ta občutja bistvena za naše preživetje, saj so lahko posamezniki s premalo aktivnim BISom izpostavljenimi določenim nevarnostim, torej lahko ima tudi nizko izražen nevroticizem negativne posledice.

## Vedenje in značilnosti oseb z izraženim nevroticizmom
Osebe z izraženim nevroticizmom so čustveno labilne in doživljajo napetost, skrbi, bojazni, tesnobo, občutja depresivnosti, negotovosti in pomanjkanje energije. Poleg tega se veliko pritožujejo in doživljajo občutke nezadovoljstva, obžalovanja in nesreče, nemiru, občutljivosti ter razdražljivosti. Poleg tega je za njih značilna tudi pomanjkljiva kontrola.
Posamezniki z visoko stopnjo nevroticizma so bolj razdražljivi, anksiozni, čemerni in potrti, medtem ko so posamezniki z nizko stopnjo nevroticizma bolj umirjeni in sproščeni. Nevrotični posamezniki pogosteje doživljajo občutke anksioznosti, jeze, krivde in depresivnosti, saj so nagnjeni k negativnemu čustvenemu odzivanju na grožnjo, frustracijo ali izgubo. Poleg tega je možno, da se slabše odzivajo na stres iz okolja, si večkrat interpretirajo običajne situacije kot ogrožajoče in doživljajo manjše frustracije kot neobvladljive. Pogosto so nesproščeni in sramežljivi, kadar pa se počutijo razburjene, lahko imajo težave z nadziranjem svojih potreb in impulzov (Zautra, Affleck, Tennen, Reich in Davis, 2005, v ).

## Nevroticizem in zdravje

### Nevroticizem in psihopatologija
Nevroticizem, kot ena od temeljnih dimenzij osebnosti predstavlja najmočnejši in najširši prediktor psihopatologije. 
Visoka stopnja nevroticizma se pokaže pri različnih množici simptomov:
- nihanje razpoloženja
- anksioznost
- somatoformne motnje
- motnje hranjenja
- shizofrenija
- in druge

Widiger in Costa (1994; v: Krueger, Tackett, 2006) sta celo zaključila, da je višja stopnja nevroticizma opazna znotraj celotne klinične populacije. S tega vidika lahko nevroticizem predstavlja splošen prediktor psihološkega funkcioniranja, ne pa specifičen prediktor posebnih sindromov. Kljub vsemu pa je z določenimi sindromi povezan bolj kot z drugimi. Zelo močno se povezuje z motnjami razpoloženja in anksioznostjo, manj pa na primer z zlorabo psihoaktivnih snovi. Widger in Costa (1994, v ) sta ugotovila, da je nevroticizem prisoten tako rekoč pri celotni klinični populaciji. Povezanost med anksioznimi motnjami in nevroticizmom je tako velika, da nekateri menijo, da gre pri anksioznih motnjah, le za ekstremno obliko nevroticizma (Brown, Chorpita in Barlow, 1998; Watson, 1999, v ).Podobno menijo tudi za mejno obliko osebnosti (Widiger in Trull, 1992, v ).

#### Nevroticizem indepresija
Odnos med osebnostnimi lastnostmi in depresivnimi motnjam je zapleten (Shea, 2005,), a kljub temu empirični rezultati kažejo, da se nekatere osebnostne značilnosti, kot so na primer nevroticizem, odvisnost od drugih, introvertnost, samokritičnost in perfekcionizem, povezujejo z večjim tveganjem za nastanek depresije (Gunderson idr., 1999, v ). Poleg tega pa lahko z osebnostnimi lastnostmi, še posebej z nevroticizmom, pojasnimo večjo razširjenost depresije med ženskami (Goodwin in Gotlib, 2004, v ). Študija, ki so jo naredili Martin-Santos idr. (2012), je v raziskavo vključila reprezentativen vzorec žensk, ki so imele poporodno depresijo. Potrdili so, da je nevroticizem kot osebnostna lastnost, glavni in neodvisen napovedovalec depresije po porodu. Poleg tega pa je raziskava pokazala, da visoko izražen nevroticizem povečuje verjetnost, da se pri ženskah pojavi depresivna epizoda, po pomembnih bioloških, psiholoških in socialnih življenjskih dogodkih. Toda potrebno je omeniti, da je učinek nevroticizma zmeren, saj ima pomemben vpliv na nastanek depresije po porodu tudi osebna, družinska in psihiatrična anamneza .

#### Postravmatska stresna motnja
Številne raziskave so se osredotočale na preučevanje povezave med nevroticizmom in negativnimi učinki neprijetnih življenjskih dogodkov, vključno s simptomi posttravmatskih stresnih motenj. Nevroticizem je povezan s širokim obsegom pritožb in tudi z nezadovoljstvom, že preden se v življenju pojavijo negativni življenjski dogodki (Claridge in Davis, 2001; Ormel, Rosmalen in Farmer, 2004; Watson in Pennebaker, 1989, v ). Možno je, da bodo po stresnem dogodku, posamezniki z visokim nevroticizmom, prej označeni kot psihiatrični bolniki, saj imajo več kliničnih pritožb že pred samim dogodkom in posledično potrebujejo manj dodatnih simptomov, da so po dogodku razvrščeni v klinično populacijo (Breslau, Davis, Andreski in Peterson, 1991, v ). Če pa so raziskovalci v raziskavi kontrolirali simptome pred negativnim dogodkom, med posamezniki z visoko in nizko izraženim nevroticizmom ni prišlo do pomembnih razlik v spremembi simptomov pred in po travmatskem dogodku. To nakazuje, da posamezniki z višje izraženim nevroticizmom niso bolj občutljivi na negativne življenjske dogodke, zato z nevroticizmom morda ne moremo pojasniti razvoj posttravmatskih simptomov. Kljub temu pa narava odnosa med nevroticizmom in posttravmatskimi motnjami ni popolnoma razjasnjena .

### Nevroticizem, samopodoba in psihično zdravje
Psihično blagostanje in zdravje je med najpomembnejšimi človekovimi cilji. Za mnoge je celo najpomembnejši in najvišji cilj. Tako so menili že veliki antični filozofi npr. Demokrit in Arsitotel. Za Aristotela je človekov najvišji cilj sreča (eudaimonia), kajti to je edino dobro, ki si ga ljudje želimo izključno zaradi njega samega (Vorlander, 1977)  Ne glede na to, da so pogledi na psihično blagostanje že v antičnem času in pozneje tudi razlikovali in spreminjali, pa se v veliki večini niso zelo oddaljili od tega, kar so stari misleci označevali kot srečo, srčni mir, dušni mir in podobno. Pojem psihičnega blagostanja in zdravja, ki ga je v sodobni psihologiji začela poudarjati ti. Pozitivna psihologija (Musek in Avsec, 2002), ostaja povezan s to filozofsko tradicijo. Ena od njenih bistvenih predpostavk je, da je psihično blagostanje izrazito psihološka zadeva, celo več, izrazito individualen in subjektiven pojav. Že Aristotel je menil, da je sreča odvisna od nas samih, od »umne in vrle dejavnosti« naše duše.
Občutje psihičnega blagostanja in zdravja pa se nedvomno povezuje z mnogimi drugimi psihološkimi spremenljivkami, med drugimi tudi z najpomembnejšimi osebnostnimi dejavniki, med katere sodijo temeljne dimenzije osebnosti in samopodobe. 
Po Musek in Avsec  dolgo znano, da so nevrotične osebe v povprečju manj zadovoljne z življenjem. Tako sodita višja stopnja negativne emocionalnosti (emocij kot so bojazen, tesnoba, depresija in občutja krivde) in nižja stopnja zadovoljstva z življenjem in srečnosti med osnovne poddimenzije nevroticizma (Eyesenck, 1952, 1967, 1970, 1991. Če so osebnostne dimenzije objektivna stran naše osebnosti, je samopodoba njihov subjektivni odsev. Ta odsev pa je z vidika našega praktičnega delovanja ni nekaj zanemarljivega, temveč močno vpliva na naše obnašanje. Samospoštovanje in samopodoba sta zaradi njihove subjektivne narave še bolj povezani s subjektivnim blagostanjem in psihičnim zdravjem.

### Somatske bolezni
Ugotovitve raziskav, ki povezujejo nevroticizem z zdravstvenimi težavami, so zelo raznolike. Določene raziskave kažejo na povezave nevroticizma s povečanim tveganjem za bolezni same, medtem ko druge študije kažejo le na povezave med nevroticizmom in bolezenskim vedenjem (Smith in Spiro 2002, v ). Raziskave so pokazale pomembne srednje do visoke povezave nevroticizma z merami telesnih simptomov in pritožbami glede zdravja (Watson in Pennebaker, 1989, v ). Nevroticizem se povezuje s številnimi somatskimi boleznimi kot so kardiovaskularne bolezni (Suls in Bunde, 2005, v ), astma (Huovinen, Kaprio, in Koskenvuo, 2001, v ), sindrom razdražljivega črevesja (Spiller, 2007, v ), in atopični ekcem (Buske-Kirschbaum, Gei-ben in Hellhammer, 2001, v ).

## Nevroticizem in življenjski izidi
Nevroticizem se povezuje s številnimi negativnimi življenjskimi izidi, vključno z zdravstvenimi težavami, nizkim samospoštovanjem in nizko stopnjo zadovoljstva z življenjem (Harkness, Bagby, Joff in Levitt, 2002; Heller, Watson in Ilies, 2004; Watson, Suls in Haig, 2002, v ). Nevroticizem se povezuje z nižjim subjektivnim zadovoljstvom (Steel, Schmidt in Schultz, 2008, v ), nižjim akademskim zadovoljstvom (Trapmann, Hell, Hirn in Schuler, 2007, v ), nižjim poklicnim zadovoljstvom (Judge, Heller in Mount, 2002, v ), nižjo storilnostno motivacijo zaradi nižje samoučinkovitosti in nižje zastavljenih ciljev (Judge in Ilies, 2002, v ), hkrati pa tudi nižjimi vodstvenimi spretnosti (Judge, Bono, Ilies in Gerhardt, 2002, v ). 
Bouchard in Poirier (2011) sta v študiji ugotavljala, da je nevroticizem dejavnik tveganja za konflikte v družinskem in službenem kontekstu, saj naj bi se posamezniki z visoko stopnjo nevroticizma pogosteje negativno odzivali na izzive in v negativni luči gledali nase ter na svet, ki jih obdaja. Poleg tega so osebe z visoko stopnjo nevroticizma nagnjene k pogostejšem kajenju (Malouff, Thorsteinsson in Schutte, 2006; Munafo, Zettele in Clark, 2007, v ) uživanju alkohola (Malouff, Thorsteinsson, Rooke in Schutte, 2007, v ) ter pogostejšim nezaščitenim spolnim odnosom (Hoyle, Fejfar in Miller, 2000, v ). Nevroticizem se povezuje tudi z nižjim občutkom sreče (DeNeve in Cooper, 1998, v ), visoko stopnjo odvisnosti (Bornstein in Cecero, 2000, v ), in visoko stopnjo kazenskih prijetij (Huo-Liang, 2006, v ).

## Genetski in okoljski vplivi na nevroticizem

### Genetski vplivi
Genetska osnova nevroticizma je bila večkrat raziskana in dandanes je jasno, da je lastnost precej genetsko determinirana (Clark in Watson, 1999, v ). Delež dednosti se giblje med 0,40 in 0,60 (Bouchard in Loehlin, 2001, v ), medtem ko lahko preostali del variance pripišemo specifičnemu okolju. Po obdobju zgodnje odraslosti učinek dedljivosti na nevroticizem upada s starostjo pri obeh spolih, toda ta upad je nekoliko večji pri moških. Učinek dedljivosti na nevroticizem je v pozni odraslosti zato večji pri ženskah (Eaves, Eysenck in Martin, 1989; Lake, Eaves, Maes, Heath in Martin, 2000, v ). Iz tega lahko sklepamo, da obstajajo razlike med spoloma v določenih genih, ki vplivajo na nevroticizem, zato obstajajo razlike med spoloma v izraženosti omenjenih genov v poznejših obdobjih življenja (Macaskill, Hopper, White in Hill, 1994; Rettew idr., 2006, v ).

### Okoljski vplivi
Poleg genetskih vplivov pa obstajajo tudi okoljski vplivi na nevroticizem, in sicer vplivi tako deljenega kot nedeljenega okolja. Številne študije dvojčkov ugotavljajo, da ima okolje, ki si ga posamezniki delijo zanemarljiv vpliv na nevroticizem, medtem ko ima okolje, ki si ga posamezniki ne delijo precejšen vpliv na nevroticizem (Fullerton, 2006; Lake, Eaves, Maes, Heath in Martin, 2000, v ). Kljub temu bi bilo napačno sklepati, da le nedeljeno okolje vpliva na nevroticizem, saj lahko deljeno okolje deluje preko interakcije genov z okoljem (Jinks in Fulker, 1970; Johnson, 2007; Robinson, 2004,).
Številne retrospektivne študije so ugotovile nizke do zmerne povezave med nevroticizmom pri odraslih in nekaterimi značilnostmi vzgoje, ki so je bili deležni s strani svojih staršev, ko so bili še otroci. Te značilnosti vzgoje so vsiljivo starševstvo (Reti idr., 2002, v ), zlorabe v otroštvu (Allen in Lauterbach, 2007; Roy, 2002, v ), pomanjkanje verske vzgoje (Willemsen in Boomsma, 2007, v ) in nizka vključenost staršev.

## Nevroticizem in medosebni odnosi
Ženske z visoko stopnjo nevroticizma imajo povečano stopnjo negativnega čustvovanja, kar lahko vodi k večjemu nezadovoljstvu v medosebnih odnosih. Prav tako tudi moški z visoko stopnjo nevroticizma, pogosteje doživljajo negativna čustvena stanja (Wilson in Gullone, 1999, v ), kar lahko vodi k večjemu nezadovoljstvu v medosebnih odnosih. Lavee in Ben-Ari (2004, v ) sta ugotovila, da se je pri zakonskih parih, ki so poročali o najvišji stopnji nevroticizma, pokazala tudi najnižja kakovost zakonskega odnosa. Podobno raziskavo, ki preučuje vpliv nevroticizma na medosebne odnose, so izvedli tudi Hay, Fingerman in Lefkowitz (2007, v ). Ugotovili so, da družinski člani, ki so poročali o višjih stopnjah nevroticizma, izražajo večjo zaksrbljenost drug za drugega, kar pa se negativno povezuje z zadovoljstvom v medosebnih odnosih .